# Thesium lycopodioides
Thesium lycopodioides là một loài thực vật có hoa trong họ Santalaceae. Loài này được Gilg miêu tả khoa học đầu tiên năm 1903.